# 3696 Herald
3696 Herald (1980 OF) là một tiểu hành tinh vành đai chính được phát hiện ngày 17 tháng 7 năm 1980 bởi Bowell, E. ở Flagstaff (AM).